# Oreovica, Žabari
Oreovica (izvirno srbsko Ореовица) je naselje v Srbiji, ki upravno spada pod Občino Žabari; slednja pa je del Braničevskega upravnega okraja.

## Demografija
V naselju živi 703 polnoletnih prebivalcev, pri čemer je njihova povprečna starost 45,5 let (44,5 pri moških in 46,5 pri ženskah). Naselje ima 316 gospodinjstev, pri čemer je povprečno število članov na gospodinjstvo 2,73.
To naselje je, glede na rezultate popisa iz leta 2002, večinoma srbsko.
|  |

| Demografija | Demografija     | Demografija     |
| Leto        | Št. prebivalcev | Št. prebivalcev |
| ----------- | --------------- | --------------- |
|             |                 |                 |
|             |                 |                 |
|             |                 |                 |
|             |                 |                 |
| 1948        | 2012            |                 |
| 1953        | 1969            |                 |
| 1961        | 1797            |                 |
| 1971        | 1538            |                 |
| 1981        | 1406            |                 |
| 1991        | 1116            | 976             |
| 2002        | 1016            | 862             |
|             |                 |                 |

| Etnična sestava po popisu iz leta 2002 | Etnična sestava po popisu iz leta 2002 | Etnična sestava po popisu iz leta 2002 | Etnična sestava po popisu iz leta 2002 | Etnična sestava po popisu iz leta 2002 |
| -------------------------------------- | -------------------------------------- | -------------------------------------- | -------------------------------------- | -------------------------------------- |
| Srbi                                   | Srbi                                   |                                        | 848                                    | 98,37%                                 |
| Romuni                                 | Romuni                                 |                                        | 5                                      | 0,58%                                  |
| Makedonci                              | Makedonci                              |                                        | 3                                      | 0,34%                                  |
| Hrvati                                 | Hrvati                                 |                                        | 1                                      | 0,11%                                  |
| Neznano                                | Neznano                                |                                        | 4                                      | 0,46%                                  |